# Heinz Flacke
Heinz Flacke (* 25. März 1943 in Langenweddingen) ist ein ehemaliger deutscher Handballspieler. Seine Stammposition hatte er im rechten Rückraum.
Er spielte zu seiner aktiven Zeit bis 1975 für den SC Magdeburg und wurde mit dem Verein 1970 DDR-Meister. Flacke war einer der Schlüsselspieler beim Aufstieg des Clubs in die nationale Spitze. Von 1970/71 bis 1973/74 war er jeweils Torschützenkönig der Oberliga. Insgesamt war er sechsmal bester Saisontorschütze für den SCM. Dies machte Flacke zum Publikumsliebling bei den SCM-Fans jener Zeit (Anfeuerungsruf: "Zicke, zacke – jetzt kommt Flacke!").
Trotz seiner enormen Torgefahr in der Liga kam er in der DDR-Nationalmannschaft nicht recht zum Zuge. Mit seinen 1,86 m wurde er als zu klein für internationale Aufgaben empfunden. So absolvierte er lediglich neun Länderspiele, in denen er acht Tore erzielte.
| Personendaten    | Personendaten             |
| ---------------- | ------------------------- |
| NAME             | Flacke, Heinz             |
| KURZBESCHREIBUNG | deutscher Handballspieler |
| GEBURTSDATUM     | 25. März 1943             |
| GEBURTSORT       | Langenweddingen           |